# Sri Lanka ai Giochi della XXV Olimpiade
Lo Sri Lanka parteciparono ai Giochi della XXV Olimpiade, svoltisi a Barcellona, Spagna, dal 25 luglio al 9 agosto 1992, con una delegazione di 11 atleti impegnati in cinque discipline.